# Tun Ali di Pahang
Sri Paduka Tun 'Ali ibni al-Marhum Dato' Bendahara Paduka Raja Tun Koris (1782 – ottobre 1857) è stato il 21° bendahara (gran visir) del sultanato di Johor e quarto raja bendahara di Pahang, regione del sultanato di cui fu de facto signore a causa del declino dello Stato centrale cominciato alla fine del XVIII secolo, dal 1806 al 1857. Nel 1853 dichiarò la propria autonomia dal sultanato di Johor, spianando la strada per un Pahang indipendente, dopo due secoli di unione con la corona di Johor. Fu in grado di mantenere la pace e la stabilità durante il suo regno, ma dopo la sua morte scoppiò una guerra civile tra i suoi figli.

## Ascesa al trono
Tun Ali era il secondo figlio del 22° bendahara di Johor Tun Koris. Dopo la sua morte, avvenuta nel 1806, il sultano Mahmud Shah III lo nominò suo successore. Aveva circa 25 anni di età in questo momento.
L'impero di Johor in quel momento si stava avvicinando al suo smembramento, con il potere del sultano effettivamente ridotto sulla capitale, Lingga. Il resto dell'impero era amministrata da tre potenti ministri, il bendahara nel Pahang, il temenggong nel Johor e a Singapore e il yamtuan muda a Riau.

## Disputa per la successione e i due sultani
Nel gennaio del 1812 Mahmud Shah III morì lasciando due figli: Tengku Hussein e Tengku Abdul Rahman. Lo yamtuan muda di etnia bugis Raja Ja'afar sostenne le pretese di Tengku Abdul Rahman e riuscì a proclamarlo sultano poco dopo la morte del genitore e in assenza del fratello.
Tengku Hussein venne ricevuto dal sultano Abdul Rahman che offrì la sua abdicazione in suo favore. Abdul Rahman poco dopo fece marcia indietro dopo che Raja Ja'afar lo minacciò di morte. Tengku Hussein andò in esilio nelle isole Riau.
Furono sollevate molte questioni relative alla legittimità a regnare del sultano Abdul Rahman anche perché le insegne reali erano ancora nelle mani di Engku Putri Hamidah, la consorte principale del defunto sultano, che aveva dichiarato il suo sostegno a Tengku Hussein. Inoltre, quest'ultimo aveva il sostegno dei temenggong e dei nobili malesi.
Lo yamtuan muda, allarmato per i preparativi di guerra, presentò una denuncia al residente di Malacca che inviò Adrian Koek per avvertire il bendahara che l'intervento a Lingga sarebbe stato visto come un'offesa dall'impero britannico. Tun Ali radunò le sue milizie, che erano stati mobilitate a Bulang, e tornò nel Pahang.
Nel 1811, Abdul Rahman rinunciò volontariamente alla corona. Poche settimane prima infatti gli olandesi avevano ottenuto dal Regno Unito la completa indipendenza del sultanato di Riau-Lingga e il monopolio dei commerci con esso. Egli divenne sovrano di questo nuovo paese e fu incoronato il 27 novembre 1822 nell'isola Penyengat.
Gli inglesi, dopo la restituzione della città di Malacca agli olandesi avvenuta nel 1818, cercava una nuova stazione commerciale nella penisola malese. Nel 1819, Stamford Raffles indusse Hussein a concludere un trattato controfirmato dal temenggong in base al quale cedeva la città di Singapore al Regno Unito. In cambio, Raffles promise di riconoscere Hussein come legittimo sultano di Johor. Secondo Hikayat Johor Serta Pahang, Raffles avrebbe preferito vedere il temenggong Abdul Rahman come sovrano, ma questi obiettò: "Non posso essere fatto dominatore, perché io sono solo il terzo, prima viene il mio fratello maggiore nel Pahang, poi lo yamtuan muda a Riau e il loro sovrano è a Daik".
Su suggerimento del temenggong, Hussein venne convocato a Singapore e nominato sultano. Il temenggong quindi scrisse al bendahara per spiegare quello che era successo. Tun Ali rispose quindi che non avrebbe preso le parti di nessuno nel procedimento, che avrebbe mantenuto la fedeltà a Daik e che, per quanto riguarda gli affari del Pahang, avrebbe ignorato il nuovo sultano di Singapore e si sarebbe riferito al sovrano di Daik.
Il bendahara Tun Ali scrisse inoltre una lettera a Jan Samuel Timmermann Thijssen, governatore di Malacca, per esprimere il suo stupore per aver separato il fratello dal fratello, il padre dal figlio e l'amico dall'amico e per dichiarare l'intenzione criptica di essere un amico degli amici del sultano di Johor. Nello stesso anno, il bendahara rifiutò di permettere ai britannici di issare la Union Jack nel suo paese ed assicurò ad Abdul Rahman la sua fedeltà. Poco dopo però riconobbe come legittimo sovrano Hussein. Nel 1821 Abdul Rahman con il figlio Muhamad, visitò il Pahang e da qui Tun Ali lo scortò nel Terengganu.
Jan Samuel Timmermann Thijssen, governatore olandese di Malacca, strappò con la forza le insegne del sultanato di Johor a Tengku Puteri Hamidah a Pulau Penyengat nell'ottobre del 1822. Abdul Rahman, dopo il suo ritorno dal Pahang e dal Terengganu venne investito con queste insegne a Lingga. Il bendahara incaricò lo yamtuan muda di rappresentarlo all'investitura del sultano.

## Trattato anglo-olandese
Il 17 marzo 1824 gli olandesi e gli inglesi firmarono il trattato anglo-olandese che stabilì che Singapore e la penisola malese sarebbero entrati nella sfera d'influenza britannica, mentre gli olandesi avrebbero controllato le isole a sud di Singapore.
La firma del trattato minò ulteriormente la coesione dell'impero Johor-Pahang-Riau-Lingga e contribuì alla nascita di Pahang e Johor come stati indipendenti.

## Visita alla capitale
Il sultano Abdul Rahman morì nel 1832 e gli succedette il figlio Muhammad II Muazzam Shah. Il nuovo sovrano visitò poco tempo dopo il Pahang. Il bendahara Tun Ali ricambiò la visita a Lingga per la circoncisione e la nomina di suo figlio ad erede al trono. L'Hikayat Pahang descrive la visita nel Pahang in dettaglio. Il sovrano venne accompagnato da un grande seguito, tra questi vi erano due hulubalang (capi militari), Dato' Parit, capo di Bukit Sagumpal, e Dato' Tanggok Bingkal Tembaga. Al suo arrivo, alla presenza del sultano pronunciò le parole prescritte dal costume e dalla shari'a in queste occasioni. Con Tun Ali, erano presenti lo yamtuan muda, il temenggong e altri capi.
Dopo che l'investitura di Tengku Besar Mahmud fu debitamente compiuta, Tun Mutahir, figlio maggiore del bendahara Tun Ali, venne nominato Engku Muda e sposò Tengku Chik, la figlia del sultano. Subito dopo la delegazione del Pahang fece ritorno in patria.
Il 23 maggio 1836 Che Lingga, moglie di Tun Ali, diede alla luce un figlio, Tun Ahmad, per il quale un mercante arabo, Habib Abdullah ibni Omar Al-Attas, predette un grande futuro. Tun Ahmad era il figlio prediletto del padre e uno dei preferiti dal popolo.

## Amministrazione
Il bendahara Tun Ali era basso, tarchiato, di carnagione scura, gentile e popolare con i suoi sudditi. Aveva il vantaggio, inestimabile nella Malaysia del tempo, di non avere zii sopravvissuti e un solo un fratello, Muhammad, con il quale aveva rapporti amichevoli. Grazie a questo il suo regno non fu turbato da complotti famigliari. Mantenne rapporti amichevoli con il governo degli Stabilimenti dello Stretto e si avvalse delle strutture commerciali di Singapore. Egli sterminò un insediamento piratesco bugis presso Keratong, sul fiume Rompin. Come sovrano anziano dell'impero di Johor, aveva una parte importante nell'investitura del sultano ma il trattato anglo-olandese di fatto sciolse l'impero.
I quattro nobili anziani di Tun Ali erano l'Orang Kaya Indera Maharaja Perba del Jelai, l'Orang Kaya Indera Segara di Temerloh, l'Orang Kaya Indera Pahlawan di Chenor e l'Orang Kaya Indera Shahbandar. Lo shahbandar, che viveva vicino a Pekan, era ministro del raja bendahara. Il Primo ministro di Tun Ali era suo genero Saiyid Omar o Engku Saiyid. A quel tempo nel Pahang, c'erano anche un muftī e un qadi capo, rispettivamente Tuan Haji Abdul Shukor e Tuan Senggang, così come molti maestri religiosi di grado minore. Il sovrano quotidianamente si faceva istruire in materia religiosa.
Un figlio di Tun Ali, Tun Buang (Wan Ismail), venne nominato Engku Panglima Besar, un titolo utilizzato fin dall'inizio del XVII secolo. Suo nipote, Tun Long (Wan Koris), figlio maggiore di Tun Mutahir ricevette il titolo di Panglima Perang. Un altro nipote Tun Aman (Wan Abdul Rahman, secondo figlio di Tun Mutahir) di Kampung Masjid e Wan Sulaiman, marito di Che Engku Teh (una figlia di Tun Muhammad) vennero nominati menteri.

## Economia
La pace e la prosperità, regnarono nel Pahang sotto il governo di Tun Ali. Il cibo era a buon mercato, per esempio 20 gantang di riso costavano solo un dollaro. Molte persone si arricchirono e iniziò il commercio dell'oro. Il Pahang, con l'eccezione della regione del fiume Kuantan, dove si estraeva lo stagno, era considerato riserva privata dal raja bendahara e libera dai dazi di importazione ed esportazione.
I tampang, lingotti di stagno tipici dell'antica Malaysia, sopravvissero come moneta nel Pahang fino al 1893. Nella loro forma originale, i tampang erano solide lastre di stagno valutate in base al loro contenuto di metallo e venivano utilizzati come mezzo di scambio nel sultanato di Malacca. Dopo la conquista portoghese avvenuta nel 1511 furono soppresse tutte le valute malesi ma questa forma di moneta persistette in alcuni degli stati malesi periferici, in particolare nel Pahang e nel Selangor. Durante il regno di Tun Ali, le solide lastre di stagno cominciarono ad essere sostituite da pezzi incavati e incisi, approssimando l'aspetto originale dei tampang, anche se il loro valore intrinseco era minore del loro valore nominale. Nel 1847 un lingotto di stagno valeva in denaro cento volte il valore del metallo che conteneva. Il monopolio del conio dei lingotti venne concesso ai cinesi che avevano il permesso di coniarli solo quattro volte l'anno e fino a un certo valore. Le zecche erano a Kuantan, Lepar, Temerloh e Pekan.

## Dichiarazione di indipendenza
Nonostante il Pahang fosse da tempo un territorio autonomo, Tun Ali riconosceva ancora il sultano residente a Daik, ora sotto il controllo olandese, come suo signore. Nel 1844, in un decreto emesso per il capo villaggio (jenang) delle tribù aborigene (suku biduanda) nella regione del fiume Anak Endau, Tun Ali si descrisse come "il rappresentante del sultano Mahmud Shah V, Dato' Bendahara Sri Wak Raja, figlio del Bendahara Paduka Raja, data 1221 (AH)".
Il bendahara governò nominalmente come vice-regnante fino al 1853. In quell'anno Tun Ali dichiarò indipendente il Pahang ma l'attrito con la vecchia famiglia reale continuò fino al 1864.

## Ritiro e morte
Tempo prima della sua morte, Tun Ali si ritirò dalla partecipazione attiva al governo dello Stato e trasferì la sua residenza a Lami, sul fiume Pahang, dove trascorse i suoi ultimi anni nel vano tentativo di riconciliare i suoi figli turbolenti. Al momento del suo ritiro aveva consegnato il governo al suo figlio maggiore, Tun Mutahir. L'erede prese residenza a Ganchong, da qui l'origine del nome bendahara ganchong con cui era conosciuto.
Tun Ali morì nell'ottobre del 1857 e fu sepolto nel cimitero reale di Kuala Pahang. Lasciò cinque figli e sei figlie. Alla morte di Tun Ali seguì una disputa per la successione tra i suoi figli Tun Mutahir e Tun Ahmad che portò a una guerra civile.